# Aminata Gaye
Aminata Gaye (oft Amie Gaye, * 3. März 1996) ist eine gambische Fußballspielerin und Beachvolleyballspielerin.

## Fußball
Seit mindestens 2009 spielt sie beim Interior FC.
2009 gehörte sie einer Vorauswahl an, aus der ein gambisches Nationalteam der Frauen entstehen sollte.
2012 war sie Torhüterin des U-17-Team, das sich für die U-17-Fußball-Weltmeisterschaft der Frauen in Aserbaidschan qualifizieren konnte. Das Team verlor alle drei Gruppenspiele deutlich und wurde Gruppenletzter.
Ende Januar 2014 sollte sie in einem Freundschaftsspiel gegen Guinea-Bissau eingesetzt werden, das jedoch kurzfristig abgesagt wurde. Im August 2017 stand sie für ein Freundschaftsspiel gegen Kap Verde im Kader des gambischen Nationalteams der Frauen, das ebenfalls abgesagt wurde.
Am 16. September 2017 stand sie bei Gambias erstem offiziellen internationalen Spiel gegen Guinea-Bissau im Kader.
Bei der Qualifikation für den Afrika-Cup der Frauen 2018 trat sie mit dem gambischen Team an. Das Team schied in der zweiten Runde gegen Nigeria aus, das später den Titel gewann.

## Beachvolleyball
Beim ersten großen gambischen Beachvolleyballturnier im September 2014 trat sie für Interior mit Fatoumatta Ceesay an.
Im November 2015 gewann sie mit dem 4x4-Team aus Ceesay, Abie Kujabi und Sainabou Tambedou die zweite Runde des CAVB Continental Cup in der Ländergruppe B in Abidjan (Elfenbeinküste). In der dritten Runde (Finalrunde) in Abuja (Nigeria) im April 2016 verlor dasselbe Team vier von fünf Spielen und schied aus.
Bei den World Beach Games 2019 im Oktober belegte das Team von Kujabi, Ceesay, Gaye, Tambedou, Anna Marie Bojang und Mariama Ginadou Platz fünf im 4x4-Beachvolleyball.